# IC 4525
IC 4525 је спирална галаксија у сазвјежђу Волар која се налази на листи објеката дубоког неба у Индекс каталогу.
Деклинација објекта је + 25° 38' 16" а ректасцензија 15h 2m 24,7s. Привидна величина (магнитуда) објекта IC 4525 износи 15,1 а фотографска магнитуда 15,7. IC 4525 је још познат и под ознакама MCG 4-35-25, CGCG 134-69, PGC 53705.